# Ричи, Кейт
Кэ́трин «Кейт» Ли Ри́чи (англ. Katherine «Kate» Leigh Ritchie; 14 августа 1978, Гоулберн, Новый Южный Уэльс, Австралия) — австралийская актриса, радиоведущая и детская писательница. Наиболее известна по роли Салли Флетчер из телевизионной мыльной оперы «Домой и в путь» (1988 — 2008, 2013), за роль которой она получила пять премий «Logie Award» (2006, 2 в 2007, 2 в 2008) и была занесена в Книгу рекордов Гиннесса за то, что дольше всех австралийских актёров в истории непрерывно снималась в драматическом телесериале (20 лет).

## Биография
Кейт Ричи родилась в 1978 году в семье полицейского. У неё есть две сестры — Ребекка и Сьюзен, а также брат Стюарт.

## Карьера
В 2016 году Ричи выпустила детскую книгу под названием «Я просто не мог дождаться встречи с тобой» (англ. I Just Couldn't Wait To Meet You. Её вторая книга, «Это не каракули для меня» (англ. It's Not Scribble to Me), увидела свет в 2018 году.
В июне 2016 года Ричи была объявлена послом австралийского косметического бренда «QV Skincare».

## Личная жизнь
С 25 сентября 2010 года Ричи замужем за регбистом Стюартом Уэббом, с которым она встречалась 2 года до их свадьбы. У супругов есть дочь — Мэй Уэбб (род. 17 августа 2014).
После случая домашнего насилия, случившегося 17 октября 2019 года, Ричи съехала от мужа из дома в Рэндивеке, пригород Сиднея. 7 ноября Уэбб согласился на AVO от имени Ричи, который не позволяет ему преследовать, запугивать, нападать или угрожать Ричи, а также приближаться или находиться в её компании «в течение как минимум 12 часов после употребления алкоголя или запрещённых наркотиков».